# Skate Canada 2003
Navigation
Édition précédente Édition suivante
Le Skate Canada (ou Internationaux Patinage Canada) est une compétition internationale de patinage artistique qui se déroule au Canada au cours de l'automne. Il accueille des patineurs amateurs de niveau senior dans quatre catégories: simple messieurs, simple dames, couple artistique et danse sur glace.
Le trentième Skate Canada est organisé du 30 octobre au 3 novembre 2003 au Hershey Centre de Mississauga dans la province de l'Ontario. Il est la deuxième compétition du Grand Prix ISU senior de la saison 2003/2004.
Le nouveau système de jugement est mis en place pour la première fois lors des grands-prix de cette saison 2003/2004, à la suite du scandale des jeux olympiques d'hiver de 2002.

## Résultats

### Messieurs
| Rang | Nom                  | Pays       | Points | Programme court | Programme court | Programme libre | Programme libre |
| ---- | -------------------- | ---------- | ------ | --------------- | --------------- | --------------- | --------------- |
| 1    | Evgeni Plushenko     | Russie     | 233.65 | 1               | 81.25           | 1               | 152.40          |
| 2    | Jeffrey Buttle       | Canada     | 209.63 | 4               | 67.95           | 2               | 141.68          |
| 3    | Takeshi Honda        | Japon      | 207.78 | 2               | 77.54           | 4               | 130.24          |
| 4    | Emanuel Sandhu       | Canada     | 195.76 | 3               | 72.14           | 5               | 123.62          |
| 5    | Kevin Van Der Perren | Belgique   | 183.51 | 11              | 51.32           | 3               | 132.19          |
| 6    | Ryan Jahnke          | États-Unis | 178.93 | 7               | 58.29           | 6               | 120.64          |
| 7    | Daisuke Takahashi    | Japon      | 178.80 | 5               | 61.81           | 7               | 116.99          |
| 8    | Li Chengjiang        | Chine      | 173.13 | 6               | 59.70           | 8               | 113.43          |
| 9    | Stanick Jeannette    | France     | 162.46 | 9               | 54.47           | 9               | 107.99          |
| 10   | Stanislav Timchenko  | Russie     | 156.49 | 8               | 56.73           | 11              | 99.76           |
| 11   | Fedor Andreev        | Canada     | 156.00 | 10              | 54.17           | 10              | 101.83          |

### Dames
| Rang | Nom               | Pays       | Points | Programme court | Programme court | Programme libre | Programme libre |
| ---- | ----------------- | ---------- | ------ | --------------- | --------------- | --------------- | --------------- |
| 1    | Sasha Cohen       | États-Unis | 197.60 | 1               | 71.12           | 1               | 126.48          |
| 2    | Shizuka Arakawa   | Japon      | 182.19 | 3               | 58.20           | 2               | 123.99          |
| 3    | Júlia Sebestyén   | Hongrie    | 165.22 | 4               | 57.62           | 3               | 107.60          |
| 4    | Yukina Ota        | Japon      | 162.59 | 2               | 63.90           | 4               | 98.69           |
| 5    | Jennifer Robinson | Canada     | 144.89 | 10              | 47.78           | 5               | 97.11           |
| 6    | Annie Bellemare   | Canada     | 144.03 | 8               | 50.54           | 6               | 93.49           |
| 7    | Alisa Drei        | Finlande   | 139.15 | 9               | 49.00           | 7               | 90.15           |
| 8    | Tatiana Basova    | Russie     | 137.65 | 6               | 51.26           | 8               | 86.39           |
| 9    | Ielena Sokolova   | Russie     | 132.61 | 5               | 51.86           | 9               | 80.75           |
| 10   | Joannie Rochette  | Canada     | 127.32 | 7               | 50.78           | 10              | 76.54           |
| 11   | Candice Didier    | France     | 116.37 | 11              | 44.96           | 11              | 71.41           |

### Couples
| Rang | Nom                                  | Pays       | Points | Programme court | Programme court | Programme libre | Programme libre |
| ---- | ------------------------------------ | ---------- | ------ | --------------- | --------------- | --------------- | --------------- |
| 1    | Tatiana Totmianina / Maksim Marinin  | Russie     | 194.02 | 2               | 67.24           | 1               | 126.78          |
| 2    | Shen Xue / Zhao Hongbo               | Chine      | 191.80 | 1               | 68.76           | 2               | 123.04          |
| 3    | Dorota Zagórska / Mariusz Siudek     | Pologne    | 171.75 | 4               | 61.54           | 3               | 110.21          |
| 4    | Anabelle Langlois / Patrice Archetto | Canada     | 168.90 | 3               | 64.12           | 4               | 104.78          |
| 5    | Elizabeth Putnam / Sean Wirtz        | Canada     | 160.46 | 6               | 56.04           | 5               | 104.42          |
| 6    | Julia Obertas / Sergei Slavnov       | Russie     | 155.84 | 5               | 58.34           | 7               | 97.50           |
| 7    | Valérie Marcoux / Craig Buntin       | Canada     | 150.26 | 9               | 49.72           | 6               | 100.54          |
| 8    | Ding Yang / Ren Zongfei              | Chine      | 147.08 | 8               | 51.16           | 8               | 95.92           |
| 9    | Kathryn Orscher / Garrett Lucash     | États-Unis | 138.78 | 7               | 52.14           | 9               | 86.64           |
| 10   | Larisa Spielberg / Craig Joeright    | États-Unis | 132.26 | 10              | 47.12           | 10              | 85.14           |

### Danse sur glace
| Rang | Nom                                      | Pays        | Points | Danse imposée | Danse imposée | Danse originale | Danse originale | Danse libre | Danse libre |
| ---- | ---------------------------------------- | ----------- | ------ | ------------- | ------------- | --------------- | --------------- | ----------- | ----------- |
| 1    | Tatiana Navka / Roman Kostomarov         | Russie      | 207.45 | 1             | 40.04         | 1               | 61.10           | 2           | 106.31      |
| 2    | Albena Denkova / Maxim Staviski          | Bulgarie    | 204.45 | 2             | 38.28         | 2               | 59.04           | 1           | 107.13      |
| 3    | Marie-France Dubreuil / Patrice Lauzon   | Canada      | 191.04 | 4             | 34.87         | 4               | 52.95           | 3           | 103.22      |
| 4    | Galit Chait / Sergei Sakhnovski          | Israël      | 190.89 | 3             | 37.70         | 3               | 55.82           | 4           | 97.37       |
| 5    | Megan Wing / Aaron Lowe                  | Canada      | 164.85 | 5             | 30.30         | 5               | 45.77           | 5           | 88.78       |
| 6    | Oksana Domnina / Maksim Chabaline        | Russie      | 156.25 | 7             | 29.24         | 6               | 42.33           | 6           | 84.68       |
| 7    | Kristin Fraser / Igor Lukanin            | Azerbaïdjan | 151.68 | 6             | 29.53         | 7               | 41.17           | 7           | 80.98       |
| 8    | Nozomi Watanabe / Akiyuki Kido           | Japon       | 148.90 | 8             | 28.44         | 8               | 40.03           | 8           | 80.43       |
| 9    | Loren Galler-Rabinowitz / David Mitchell | États-Unis  | 134.19 | 10            | 25.98         | 9               | 38.40           | 9           | 69.81       |
| 10   | Josée Piché / Pascal Denis               | Canada      | 130.88 | 9             | 27.49         | 10              | 35.65           | 11          | 67.74       |
| 11   | Christina Beier / William Beier          | Allemagne   | 128.89 | 11            | 25.23         | 11              | 35.15           | 10          | 68.51       |

## Sources
- Résultats du Skate Canada 2003 sur le site de l'ISU
- Patinage Magazine N°90 (Hiver 2003/2004)